# La Trinidad

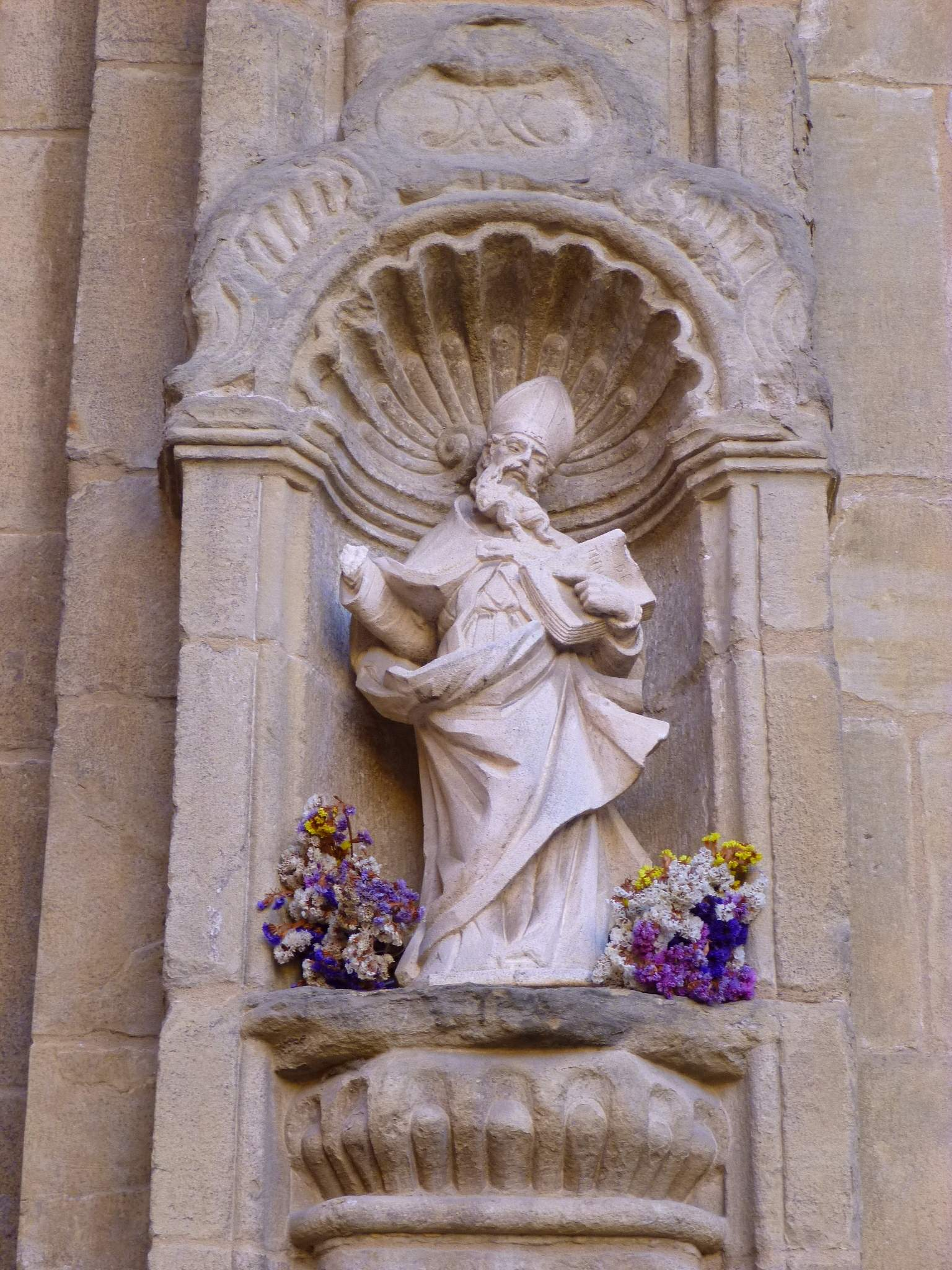
Escultura de San Agustín sosteniendo su obra De Trinitate en el Museo de La Rioja, Logroño

La Trinidad (en latín: De Trinitate) es una obra dogmática escrita en latín de Agustín de Hipona, en la que discute sobre la Trinidad en el contexto del logos. Aunque no es tan conocida como algunas de sus otras obras, es posiblemente su obra maestra y de mayor importancia doctrinal que las Confesiones o La Ciudad de Dios.

## Historia
Agustín señaló esta obra en sus Retractaciones entre las obras escritas, es decir, comenzadas, en el año 400. En las cartas de 410 y 414 y al final de 415, se hace referencia a que todavía estaba inacabada e inédita. Pero una carta de 412 declara que sus amigos en ese momento estaban pidiendo completarla y publicarla, y la carta a Aurelio, que se envió con el tratado en sí cuando se completó, indica que una parte de ella, aunque aún no había sido revisada e incompleta, de hecho se hizo público subrepticiamente. Todavía estaba en mano en 416: en el Libro XIII, aparece una cita del Libro 12 del De Civitate Dei; y otra cita en el Libro XV, de la 90.ª lectura de San Juan. 
Las Retractaciones, que se refieren a ella, generalmente están fechadas a más tardar en 428. La carta al Obispo Aurelio también declara que el trabajo llevaba muchos años en progreso y comenzó en la temprana edad adulta de San Agustín. Fue terminado en su vejez. Arthur West Haddan dedujo de esta evidencia que se escribió entre 400, cuando tenía cuarenta y seis años y había sido obispo de Hipona unos cuatro años, y 428 a más tardar; pero probablemente se había publicado diez o doce años antes, alrededor de 417.
También es el título de las obras escritas por al menos otras dos luminarias de la iglesia primitiva: Hilario de Poitiers y Ricardo de San Víctor.

## Contenido
San Agustín escribió De Trinitate para explicar a los críticos del Concilio de Nicea cómo la doctrina cristiana de la divinidad y la igualdad del Padre, el Hijo y el Espíritu Santo está presente en las Escrituras. También quería convencer a los filósofos de que Cristo es la sabiduría que buscaban. Agustín combinó la fe con la razón para una mayor comprensión de las Escrituras y la verdadera naturaleza.

### Primera parte
El primer libro establece, sobre el testimonio de las Escrituras, la igualdad de las tres personas divinas y la unidad en la Trinidad; al justificar, mediante una interpretación católica de la Biblia, la igualdad del Hijo contra las objeciones de los herejes y los paganos.
El segundo libro muestra que, aunque la Escritura atribuye al Hijo y al Espíritu Santo ciertos oficios que no le otorga al Padre, esto de ninguna manera prueba que haya entre ellos una diferencia de naturaleza, de esencia, pero única diferencia de "personalidad" ( rol ).
En el tercer libro, examina si Dios, en sus apariencias sensibles, ha formado criaturas para ser conocidas por ellos a los hombres, o si estas apariciones fueron hechas por el ministerio de los ángeles, que habrían usado un cuerpo para operar estos eventos.
El cuarto libro explica la misión del Hijo de Dios; aunque enviado, él no es inferior a su Padre más de lo que el Espíritu Santo es inferior a las otras dos personas, porque ha sido diputado por el Padre y el Hijo.
El quinto refuta los argumentos de los herejes contra el misterio de la Trinidad.
En el sexto, Agustín examina cómo se llama al Hijo la sabiduría y el poder del Padre, si el Padre es sabio por sí mismo o si él es solo el Padre de la sabiduría.
En el séptimo, responde la pregunta formulada en el libro anterior, mostrando que el Padre no solo es el padre del poder y la sabiduría, sino que posee en sí mismo estos dos atributos, que también son comunes a dos personas que forman con él la Trinidad.

### Segunda parte
En el octavo libro, después de haber demostrado que las tres personas juntas no son mayores que una, entra en la segunda parte de su tema, exhortando a los hombres a elevarse al conocimiento de Dios a través de la caridad.
El noveno libro nos muestra en el hombre la imagen de la Trinidad. Fue hecho a semejanza de Dios, con un espíritu, un conocimiento de uno mismo y un amor por el cual se ama a sí mismo naturalmente sin estudio y sin esfuerzo.
El décimo reproduce el mismo fenómeno en inteligencia, memoria y voluntad.
El undécimo y el siguiente hasta el decimoquinto, buscan y persiguen esta imagen en el hombre externo y en el sentido interno, en la sabiduría y en la ciencia.
Finalmente, en el decimoquinto, San Agustín concluye que, aunque vemos en todas partes imágenes de la Trinidad, podemos verla aquí abajo solo en figura y enigma, y que está en la otra vida. solo que lo contemplaremos en las proporciones inmutables e infinitas de su eternidad.